# (9149) 1977 TD1
1977 تي دي 1 (ويعرف أيضًا باسم (9149) 1977 تي دي 1 وفق تسمية الكوكب الصغير) (بالإنجليزية: 1977 TD1)‏ هو كويكب ضمن حزام الكويكبات؛ وترتيبه 9149 من حيث الاكتشاف.
اكتُشف هذا الجُرم الفلكي بواسطة بول وايلد في 12 أكتوبر 1977.

## وصلات خارجية
- (9149) 1977 TD1 في قاعدة بيانات مختبر الدفع النفاث لأجرام النظام الشمسي الصغيرة

- الاكتشاف · مخطط المدار ·  العناصر المدارية · المعلمات المادية

- (9149) 1977 TD1 على موقع ويكي سكاي: DSS2, SDSS, GALEX, IRAS, Hydrogen α, X-Ray, Astrophoto, Sky Map, Articles and images